# マザー・ファーザー・サン
『マザー・ファーザー・サン』（MotherFatherSon）は、リチャード・ギア（テレビドラマ初主演）、ヘレン・マックロリー、ビリー・ハウル、キアラン・ハインズ、エレナ・アナヤが出演したイギリスのスリラーテレビシリーズ。BBC Twoで放送され、2019年3月6日に始まり、2019年4月24日に終了した。平均視聴者数は269万人だった。
日本では、2019年12月7日からWOWOWで初放送された。2020年6月24日にBlu-rayとDVDが発売された。

## キャスト
※括弧内は日本語吹替。
- マックス・フィンチ: リチャード・ギア（森田順平）- 世界有数のメディア企業RMGの経営者
- ケイデン・フィンチ: ビリー・ハウル（小野大輔） - マックスの息子
- キャスリン・ヴィリアーズ: ヘレン・マックロリー（伊藤美紀）- マックスの元妻
- マギー: シニード・キューザック（幸田直子）
- ローレン・エルグッド: ピッパ・ベネット・ワーナー（金田愛[6]）
- スコット・ラスキン: ジョゼフ・マウル（金馬貴之） - キャスリンの恋人
- ニック: ポール・レディ（上住谷崇）- ナショナル・レポーターの記者
- ウォルター・フィンチ: キアラン・ハインズ（森功至） - マックスの父
- ソフィア: エレナ・アナヤ - マックスの現在の妻
- オーラ: ニアム・アルガー - ケイデンの恋人
- 17歳のマックス: ニコロ・トゥッチ（池田恭祐）

## 製作
本作は、リチャード・ギアにとっては1976年の『刑事コジャック』出演以来のテレビドラマ出演となった。2018年夏にロンドンとスペインで撮影された。

## エピソード
| シーズン | シーズン | 話数 | 話数 | 放送期間     | 放送期間      |
| シーズン | シーズン | 話数 | 話数 | 初回放送     | 最終回放送    |
| -------- | -------- | ---- | ---- | ------------ | ------------- |
|          | 1        | 8    | 8    | 2019年3月6日 | 2019年4月24日 |